# شاه دیلی
شاه دیلی (به انگلیسی: Şah dili) یک زبانه ساحلی است که در بخش جنوب‌شرقی شبه‌جزیره آب‌شوران جای دارد. این زبانه بزرگ‌ترین زبانه ساحلی جمهوری آذربایجان است. افزون بر این، شاه دیلی شرقی‌ترین نقطه کشور جمهوری آذربایجان در سرزمین اصلی آن است. از نظر تقسیمات اداری باکو این زبانه ساحلی در ناحیه اداری شهرک زیره جای دارد.

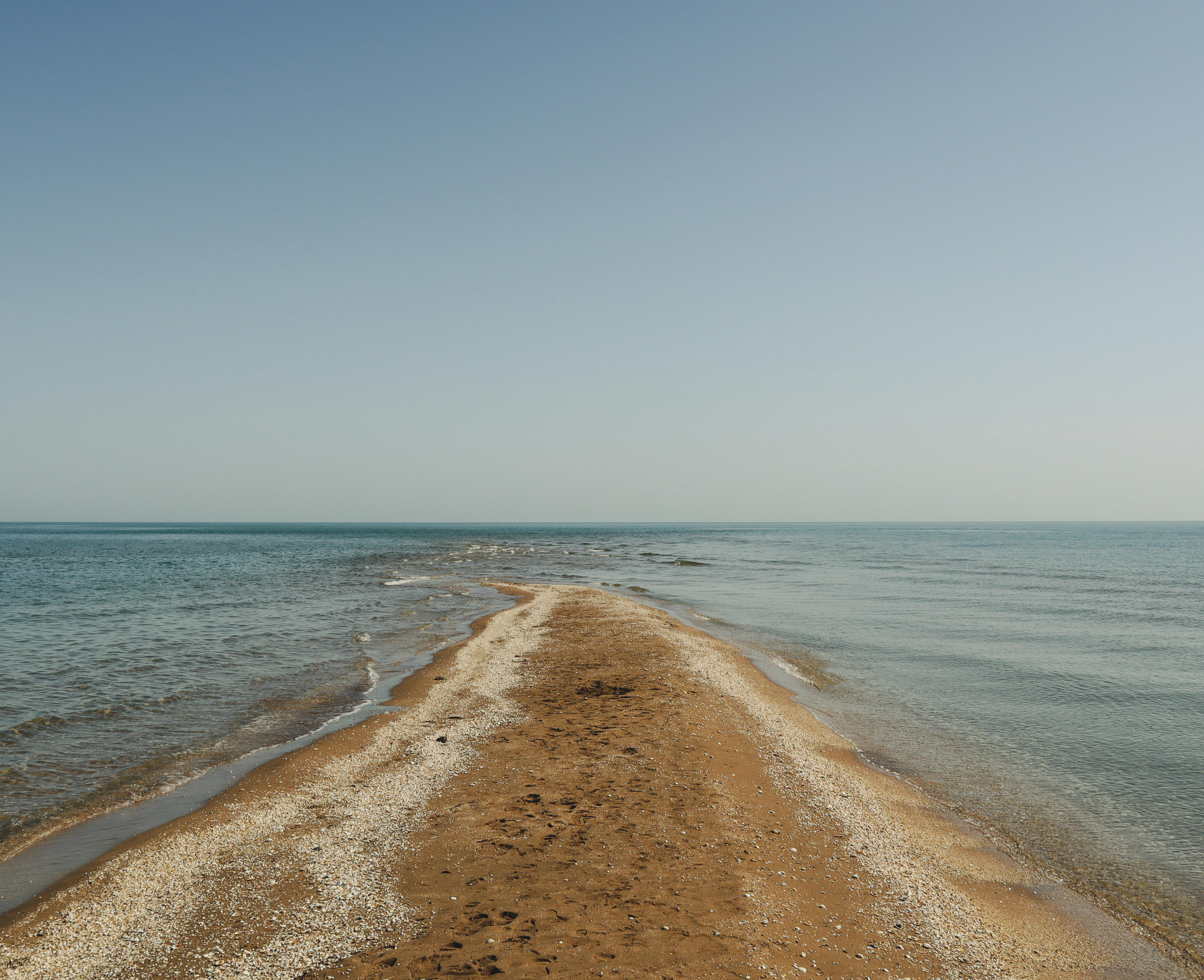

## ویژگی‌های جغرافیایی
این زبانه ساحلی به سمت جنوب دریای کاسپین گسترش می‌یابد. این زبانه ساحلی شکلی باریک و بلند دارد. این ناحیه بیشتر ماسه‌ای است و از سطح دریا خیلی بالاتر نیست و به همین دلیل، آب زیرزمینی شور و نزدیک به سطح دارد. حوضچه‌های آب شور و اراضی باتلاقی در آن فراوان است. در این منطقه بادهای شدیدی می‌وزد.

## پارک ملی آب‌شوران
این ناحیه کاملاً در منطقه پارک ملی آب‌شوران جای دارد. هدف اصلی از تأسیس پارک ملی آب‌شوران حفاظت از محیط زیست و حفاظت از گونه‌های نادر و در معرض خطر گیاهان و جانوران بود. فک کاسپین، آهو، کبک، مرغ‌های دریایی کاسپی (خزری)، اردک‌های سرسبز و شماری دیگر از جانوران در آن وجود دارد.